# Pyrausta trimaculalis
Pyrausta trimaculalis is een vlinder van de familie van de grasmotten (Crambidae). De wetenschappelijke naam van deze soort is voor het eerst voorgesteld als Botys trimaculalis door Otto Staudinger in een publicatie uit 1867.
De soort komt voor in Noord-Macedonië, Griekenland, Turkije en Armenië.